# Algarve-Cup 2010
Der Algarve-Cup 2010 war die siebzehnte Ausspielung des jährlich in Portugal stattfindenden Frauenfußballturniers. Es ist nach dem Olympiaturnier der Frauen, der WM und EM das wichtigste Frauenfußballturnier für Nationalmannschaften. Der Algarve-Cup 2010 fand vom 24. Februar bis 3. März 2010 statt.

## Modus
An dem Turnier nahmen zwölf Nationalmannschaften teil. Die acht am höchsten eingeschätzten Mannschaften bildeten die Gruppen A und B, die vier schwächeren Mannschaften die Gruppe C. Zuerst spielten die Teams in ihrer Gruppe jeder gegen jeden um die Platzierung. Dabei war zunächst die beste Punktzahl, dann der direkte Vergleich und erst danach die Tordifferenz für die Platzierung entscheidend. Danach wurde wie folgt verfahren:
- Spiel um Platz 11: Die dritt- und viertplatzierte Mannschaft der Gruppe C.
- Spiel um Platz 9: Die zweitplatzierte Mannschaft der Gruppe C gegen die schlechtere viertplatzierte Mannschaft der Gruppen A oder B.
- Spiel um Platz 7: Sieger der Gruppe C gegen die bessere viertplatzierte Mannschaft der Gruppen A oder B.
- Spiel um Platz 5: Die drittplatzierten Mannschaften der Gruppen A und B.
- Spiel um Platz 3: Die zweitplatzierten Mannschaften der Gruppen A und B.
- Endspiel: Die Sieger der Gruppen A und B spielen um den Turniersieg.

Stand es nach der regulären Spielzeit der Platzierungsspiele unentschieden, folgte keine Verlängerung, sondern direkt im Anschluss ein Elfmeterschießen.
Da die FIFA die Spiele als Freundschaftsspiele einstufte, durfte jede Mannschaft pro Spiel sechs Auswechslungen vornehmen.

## Das Turnier

### Gruppenphase
Gruppe A
| Pl. | Land        | Sp. | S | U | N | Tore    | Diff. | Punkte |
| --- | ----------- | --- | - | - | - | ------- | ----- | ------ |
| 1.  | Deutschland | 3   | 3 | 0 | 0 | 016:000 | +16   | 09     |
| 2.  | China       | 3   | 1 | 1 | 1 | 003:600 | −3    | 04     |
| 3.  | Dänemark    | 3   | 1 | 0 | 2 | 002:700 | −5    | 03     |
| 4.  | Finnland    | 3   | 0 | 1 | 2 | 002:100 | −8    | 01     |

|                        |   |             |     |
| 24. Februar in Lagos   |   |             |     |
| China                  | – | Finnland    | 1:1 |
| 24. Februar in Parchal |   |             |     |
| Deutschland            | – | Dänemark    | 4:0 |
| 26. Februar in Lagos   |   |             |     |
| Dänemark               | – | China       | 0:2 |
| 26. Februar in Parchal |   |             |     |
| Deutschland            | – | Finnland    | 7:0 |
| 1. März in Faro        |   |             |     |
| China                  | – | Deutschland | 0:5 |
| 1. März in Albufeira   |   |             |     |
| Dänemark               | – | Finnland    | 2:1 |

Gruppe B
| Pl. | Land     | Sp. | S | U | N | Tore    | Diff. | Punkte |
| --- | -------- | --- | - | - | - | ------- | ----- | ------ |
| 1.  | USA      | 3   | 3 | 0 | 0 | 006:100 | +5    | 09     |
| 2.  | Schweden | 3   | 1 | 1 | 1 | 007:500 | +2    | 04     |
| 3.  | Norwegen | 3   | 1 | 1 | 1 | 006:600 | ±0    | 04     |
| 4.  | Island   | 3   | 0 | 0 | 3 | 003:100 | −7    | 0      |

|                                           |   |          |     |
| 24. Februar in Vila Real de Santo António |   |          |     |
| USA                                       | – | Island   | 2:0 |
| 24. Februar in Vila Real de Santo António |   |          |     |
| Norwegen                                  | – | Schweden | 2:2 |
| 26. Februar in Olhão                      |   |          |     |
| Norwegen                                  | – | USA      | 1:2 |
| 26. Februar in Vila Real de Santo António |   |          |     |
| Island                                    | – | Schweden | 1:5 |
| 1. März in Ferreiras                      |   |          |     |
| USA                                       | – | Schweden | 2:0 |
| 1. März in Silves                         |   |          |     |
| Island                                    | – | Norwegen | 2:3 |

Gruppe C
| Pl.                                                         | Land       | Sp. | S | U | N | Tore    | Diff. | Punkte |
| ----------------------------------------------------------- | ---------- | --- | - | - | - | ------- | ----- | ------ |
| 1.                                                          | Rumänien   | 3   | 2 | 0 | 1 | 007:100 | +6    | 06     |
| 2.                                                          | Portugal   | 3   | 2 | 0 | 1 | 007:100 | +6    | 06     |
| 3.                                                          | Österreich | 3   | 1 | 0 | 2 | 004:400 | ±0    | 03     |
| 4.                                                          | Färöer     | 3   | 0 | 0 | 3 | 001:130 | −12   | 0      |
| Anmerkung: Die Positionen 1 und 2 wurden per Los ermittelt. |            |     |   |   |   |         |       |        |

|                        |   |            |     |
| 24. Februar in Parchal |   |            |     |
| Portugal               | – | Färöer     | 5:0 |
| 24. Februar in Lagos   |   |            |     |
| Rumänien               | – | Österreich | 2:0 |
| 26. Februar in Parchal |   |            |     |
| Portugal               | – | Rumänien   | 0:0 |
| 26. Februar in Lagos   |   |            |     |
| Österreich             | – | Färöer     | 3:0 |
| 1. März in Albufeira   |   |            |     |
| Färöer                 | – | Rumänien   | 1:5 |
| 1. März in Faro        |   |            |     |
| Portugal               | – | Österreich | 2:1 |

### Platzierungsspiele
Alle Spiele fanden am 3. März 2010 statt.
Spiel um Platz 11
|            |   |        |     |
| Olhão      |   |        |     |
| Österreich | – | Färöer | 6:0 |

Spiel um Platz 9
|          |   |        |     |
| Faro     |   |        |     |
| Portugal | – | Island | 0:3 |

Spiel um Platz 7
|          |   |          |     |
| Silves   |   |          |     |
| Rumänien | – | Finnland | 1:0 |

Spiel um Platz 5
|           |   |          |     |
| Ferreiras |   |          |     |
| Dänemark  | – | Norwegen | 2:1 |

Spiel um Platz 3
|           |   |          |     |
| Albufeira |   |          |     |
| China     | – | Schweden | 0:2 |

### Finale
| Deutschland                                   | Deutschland | USA | USA |
| --------------------------------------------- | --- | --- | --- |
| Deutschland                                   | \| 3. März 2010 in Faro/Loulé (Estádio Algarve) \| \| Ergebnis: 2:3 (1:2) \| \| Zuschauer: 1.200 / 250[1] \| \| Schiedsrichterin: Kirsi Heikkinen ( Finnland) \| \| Spielbericht \| | \| 3. März 2010 in Faro/Loulé (Estádio Algarve) \| \| Ergebnis: 2:3 (1:2) \| \| Zuschauer: 1.200 / 250[1] \| \| Schiedsrichterin: Kirsi Heikkinen ( Finnland) \| \| Spielbericht \|                                                     | USA |
| Deutschland                                   | Nadine Angerer • Babett Peter, Sonja Fuss, Bianca Schmidt, Lena Goeßling (29. Jennifer Zietz) • Melanie Behringer (87. Martina Müller), Birgit Prinz , Anja Mittag (70. Alexandra Popp), Kerstin Garefrekes, Fatmire Bajramaj (46. Célia Okoyino da Mbabi), Inka Grings Cheftrainerin: Silvia Neid | Hope Solo • Heather Mitts, Rachel Buehler, Amy LePeilbet, Meghan Schnur • Heather O’Reilly, Shannon Boxx , Carli Lloyd, Amy Rodriguez (59. Lori Lindsey) • Lauren Cheney (84. Casey Nogueira), Abby Wambach Cheftrainerin: Pia Sundhage | USA |
| Deutschland                                   | 1:2 Inka Grings (41.) 2:3 Inka Grings (74.) | 0:1 Carli Lloyd (18.) 0:2 Abby Wambach (22.) 1:3 Lauren Cheney (69.) | USA |
| Deutschland                                   | Heather Mitts, Carli Lloyd | | USA |
| 3. März 2010 in Faro/Loulé (Estádio Algarve)  | | |     |
| Ergebnis: 2:3 (1:2)                           | | |     |
| Zuschauer: 1.200 / 250                        | | |     |
| Schiedsrichterin: Kirsi Heikkinen ( Finnland) | | |     |
| Spielbericht                                  | | |     |

## Schiedsrichterinnen
- Carolina González
- Wang Jia
- Christine Beck
- Marina Wozniak
- Kirsi Heikkinen
- Efthalia Mitsi
- Thérèse Neguel
- Michelle Pye
- Quetzalli Alvarado
- Christina Pedersen
- Silvia Reyes
- Fadouma Dia
- Cha Sung-mi
- Kateryna Monsul